# Örebrotravet
Örebrotravet, i stadsdelen Marieberg, cirka 10 kilometer söder om centrala Örebro, Örebro län, är en av Sveriges permanenta travbanor.
Örebrotravet invigdes den 11 juni 1954. Cirka 10 000 personer kom till premiärdagen och i de tolv loppen som gick av stapeln under tävlingsdagen spelades det för totalt 453 289 kronor. Under hela premiäråret 1954 spelades det för totalt 5,3 miljoner kronor.

## Kända profiler och rekord
Express Gaxe, tränad och körd av sin uppfödare Gunnar Axelryd, är Örebrotravets största profil genom tiderna. 2013 valdes han in i Travsportens Hall of Fame, vilket innebar att Örebro fick sin första Hall of Fame-representant.
Reven d'Amour, körd av Björn Goop, satte absolut banrekord på Örebrotravet den 3 maj 2014 när han segrade på tiden 1.10,3 över 1609 meter med autostart i ett uttagningslopp till Elitloppet. Reven d'Amours rekord slogs av Dante Boko, körd av Adrian Kolgjini, den 6 maj 2017 i ett försökslopp av Gulddivisionen. Dante Bokos segertid och det nya absoluta banrekordet på Örebrotravet skrevs till 1.10,0 över 1609 meter med autostart. Dante Bokos rekord tangerades den 5 maj 2018 av Volstead, körd av Stefan Melander.
Mellan åren 1987 och 2008 blev Carl-Erik Lindblom champion 18 gånger, vilket gör honom till den kusk som blivit champion på Örebrotravet flest antal gånger.

## Största lopp
Sedan 2003 heter banans största lopp Örebro Intn'l, som är ett stayerlopp över distansen 3140 meter. Örebro arrangerar även Svampen Örebro för tvååriga varmblod från och med 2011.
Örebro är även en av sex banor som tillsammans arrangerar storloppsserien E3 för unghästar. De övriga banorna är Gävle, Färjestad, Romme, Bergsåker och Eskilstuna.